# しおサイダー
しおサイダーは、石川県奥能登の地サイダー。珠洲の揚げ浜塩が味のポイントで、すっきりとした大人味の塩サイダー。
食品・飲料等の国際的な品評会「モンドセレクション2015」で金賞を受賞。

## 概要
奥能登の仁江海岸で400年以上前から行われている「揚げ浜式製塩」という伝統技法を用いて精製された、海水塩を使って作られている。
うっすらとした塩味がサイダーの味を引き締め、味をまろやかに仕立てている。

## 沿革
2009年11月より、最初の1年間は広告費をかけない方針で販売。
発売から1年となる2010年11月には販売数25万本を達成。
2010年12月、香港で開催された試飲会でも高評価を得ている。